# Imre Varga
Imre Varga (Nagyszénás, 19 de agosto de 1945) es un deportista húngaro que compitió en judo. Ganó una medalla en el Campeonato Mundial de Judo de 1979, y cinco medallas en el Campeonato Europeo de Judo entre los años 1974 y 1980.
Participó en tres Juegos Olímpicos de Verano entre los años 1972 y 1980, su mejor actuación fue un octavo puesto logrado en Moscú 1980 en la categoría de +95 kg.

## Palmarés internacional
| Campeonato Mundial | Campeonato Mundial    | Campeonato Mundial | Campeonato Mundial |
| Año                | Lugar                 | Medalla            | Categoría          |
| ------------------ | --------------------- | ------------------ | ------------------ |
| 1979               | París (Francia)       | Medalla de bronce  | +95 kg             |
| Campeonato Europeo |                       |                    |                    |
| Año                | Lugar                 | Medalla            | Categoría          |
| 1974               | Londres (Reino Unido) | Medalla de bronce  | Abierta            |
| 1978               | Helsinki (Finlandia)  | Medalla de plata   | +95 kg             |
| 1978               | Helsinki (Finlandia)  | Medalla de bronce  | Abierta            |
| 1979               | Bruselas (Bélgica)    | Medalla de bronce  | +95 kg             |
| 1980               | Viena (Austria)       | Medalla de plata   | +95 kg             |